# راي بول
راي بول (بالإنجليزية: Ray Poole)‏ هو لاعب كرة قاعدة أمريكي، ولد في 16 يناير 1920 في ساليسبري في الولايات المتحدة، وتوفي في 1 مارس 2006 في برلنغتون في الولايات المتحدة.

## وصلات خارجية
- راي بول على موقعبيزبول رفرنس.كوم (الدوري الرئيسي) (الإنجليزية)
- راي بول على موقعبيزبول رفرنس.كوم (الدوري الثانوي) (الإنجليزية)